# 日本歴史地名大系
『日本歴史地名大系』（にほんれきしちめいたいけい）は平凡社出版の地名辞典。47都道府県と京都市の48巻、索引2巻の都合50巻から成る。
吉田東伍『大日本地名辞書』を継ぐもので、同時期に刊行された類書に『角川日本地名大辞典』がある。

## 沿革
1974年（昭和49年）頃、谷川健一の発案により、戦前の『大日本地名辞書』を凌ぐ地名辞典編纂を目指し、計画が立ち上がった。各都道府県毎に、主に地元大学の歴史学者等の監修のもと編集委員会が組織され、その下で在野の郷土史家を含めた各地域の専門家が手分けして執筆に当たった。
1979年（昭和54年）の『長野県の地名』を皮切りに20年余りをかけて刊行が続けられ、2004年（平成16年）、最後の『福岡県の地名』が刊行、同年第52回菊池寛賞を受賞した。2005年（平成17年）別巻の索引2巻をもって完結した。
ほぼ同時期に角川書店によって『角川日本地名大辞典』が編纂されたが、全巻完成は『角川』より15年ほど遅れている。
1997年（平成9年）、寺社の項目を抄出、増補した『京都・山城寺院神社大事典』、『大和・紀伊寺院神社大事典』、『近江・若狭・越前寺院神社大事典』が刊行された。
2006年（平成18年）10月1日、ジャパンナレッジにおいて電子化され、インターネット上で利用できるようになった。この際最新の考古学の成果が取り入れられ、当時の市町村合併に対応した。その後も市町村合併は続き、検索面では対応が続けられたが、本文は変更されていない。

## 構成
- 総論
- 旧国名編
- 地域編 - 刊行当時の市町村毎に大項目が分けられる。
- 文献解題
- 行政区画変遷・石高一覧
- 五十音順索引
- 難読地名一覧

## 各巻
|    | 各巻                        | 監修/編集委員                                                                                  | 刊行           | ISBN                            |
| -- | --------------------------- | ---------------------------------------------------------------------------------------------- | -------------- | ------------------------------- |
| 01 | 北海道の地名                | 永井秀夫（北海道大学）                                                                         | 2003年10月20日 | ISBN 4582490018                 |
| 02 | 青森県の地名                | 虎尾俊哉（弘前大学）                                                                           | 1982年7月10日  | ISBN 4582490026                 |
| 03 | 岩手県の地名                | 森嘉兵衛（岩手大学）監修 金野静一（盛岡大学短期大学部）編集委員代表                            | 1990年7月13日  | ISBN 4582490034                 |
| 04 | 宮城県の地名                | 大塚徳郎（宮城教育大学） 竹内利美（東北大学）                                                  | 1987年7月10日  | ISBN 4582490042                 |
| 05 | 秋田県の地名                | 今村義孝（秋田大学）                                                                           | 1980年6月6日   | ISBN 4582490050                 |
| 06 | 山形県の地名                | 長井政太郎（山形大学）                                                                         | 1990年2月26日  | ISBN 4582490069                 |
| 07 | 福島県の地名                | 庄司吉之助（福島大学） 小林清治（福島大学） 誉田宏（福島県史学会）                             | 1993年6月15日  | ISBN 4582490077                 |
| 08 | 茨城県の地名                | 瀬谷義彦（茨城大学）                                                                           | 1982年11月4日  | ISBN 4582490085                 |
| 09 | 栃木県の地名                | 寶月圭吾（東京大学）                                                                           | 1988年8月25日  | ISBN 4582490093                 |
| 10 | 群馬県の地名                | 尾崎喜左雄（群馬大学）                                                                         | 1987年2月24日  | ISBN 4582490107                 |
| 11 | 埼玉県の地名                | 小野文雄（埼玉大学）                                                                           | 1993年11月15日 | ISBN 4582490115                 |
| 12 | 千葉県の地名                | 小笠原長和（千葉大学）                                                                         | 1996年7月12日  | ISBN 4582490123                 |
| 13 | 東京都の地名                | 児玉幸多（学習院大学）                                                                         | 2002年7月10日  | ISBN 4582490131                 |
| 14 | 神奈川県の地名              | 鈴木棠三（白梅学園短期大学） 鈴木良一（平塚市史編さん協議会）                                  | 1984年2月15日  | ISBN 4582910335                 |
| 15 | 新潟県の地名                | 宮榮二（新潟県文化財保護審議会） 山田英雄（新潟大学）                                          | 1986年7月10日  | ISBN 4582490158                 |
| 16 | 富山県の地名                | 高瀬重雄（富山大学）                                                                           | 1994年7月11日  | ISBN 4582910084                 |
| 17 | 石川県の地名                | 若林喜三郎（金沢大学） 高澤裕一（金沢大学）                                                    | 1991年9月27日  | ISBN 4582490174                 |
| 18 | 福井県の地名                | 木葉田淳（京都大学）監修 松原信之編集委員代表                                                  | 1981年9月10日  | ISBN 4582490182                 |
| 19 | 山梨県の地名                | 磯貝正義（山梨大学）                                                                           | 1995年11月20日 | ISBN 4582490190                 |
| 20 | 長野県の地名                | 一志茂樹（信濃史学会）監修 黒坂周平（東信史学会長）編集委員長                                  | 1979年11月25日 | ISBN 4582490204                 |
| 21 | 岐阜県の地名                | 所三男（徳川林政史研究所）                                                                     | 1989年7月14日  | ISBN 4582490212                 |
| 22 | 静岡県の地名                |                                                                                                | 2000年10月25日 | ISBN 4582490220                 |
| 23 | 愛知県の地名                | 林英夫（立教大学）                                                                             | 1981年11月30日 | ISBN 4582490239                 |
| 24 | 三重県の地名                | 平松令三（龍谷大学）                                                                           | 1983年5月20日  | ISBN 4582490247                 |
| 25 | 滋賀県の地名                | 柴田實（京都大学）監修 木村至宏（大津市歴史博物館）編集委員代表                                | 1983年2月20日  | ISBN 4582490255                 |
| 26 | 京都府の地名                | 柴田實（京都大学） 高取正男（京都女子大学）                                                    | 1981年3月13日  | ISBN 4582490263                 |
| 27 | 京都市の地名                | 林屋辰三郎（京都国立博物館） 村井康彦（京都女子大学） 森谷尅久（京都市史編さん所）編集委員代表 | 1981年3月13日  | ISBN 4582910122                 |
| 28 | 大阪府の地名                | 直木孝次郎（大阪市立大学） 森杉夫（大阪府立大学）                                              | 1986年2月7日   | ISBN 458249028X                 |
| 29 | 兵庫県の地名Ⅰ 兵庫県の地名Ⅱ | 今井林太郎（神戸大学）                                                                         | 1999年10月20日 | ISBN 4582490603 ISBN 4582490611 |
| 30 | 奈良県の地名                | 池田末則（日本地名学研究所） 横田健一（関西大学）                                              | 1981年6月23日  | ISBN 4582490301                 |
| 31 | 和歌山県の地名              | 安藤精一（和歌山大学） 五来重（大谷大学）                                                      | 1983年2月18日  | ISBN 458249031X                 |
| 32 | 鳥取県の地名                | 徳永職男（鳥取大学）                                                                           | 1992年10月3日  | ISBN 4582490328                 |
| 33 | 島根県の地名                | 山本清（島根大学） 内藤正中（島根大学）                                                        | 1995年7月10日  | ISBN 4582490336                 |
| 34 | 岡山県の地名                | 藤井駿（岡山大学）                                                                             | 1988年4月20日  | ISBN 4582490344                 |
| 35 | 広島県の地名                | 後藤陽一（広島大学）                                                                           | 1982年5月13日  | ISBN 4582490352                 |
| 36 | 山口県の地名                | 奈良本辰也（立命館大学） 三坂圭治（山口大学）                                                  | 1980年8月25日  | ISBN 4582490360                 |
| 37 | 徳島県の地名                | 三好昭一郎（四国学院大学）                                                                     | 2000年2月25日  | ISBN 4582490379                 |
| 38 | 香川県の地名                | 川野正雄 武田明（日本民俗学会評議員）                                                          | 1989年2月23日  | ISBN 4582490387                 |
| 39 | 愛媛県の地名                | 大石慎三郎（学習院大学）                                                                       | 1980年11月15日 | ISBN 4582490395                 |
| 40 | 高知県の地名                | 山本大（高知大学）                                                                             | 1983年10月28日 | ISBN 4582490409                 |
| 41 | 福岡県の地名                | 有馬学（九州大学）監修 川沿昭二（九州大学）編集顧問                                            | 2004年10月20日 | ISBN 4582490417                 |
| 42 | 佐賀県の地名                | 三好不二雄（佐賀大学） 常安弘通（松浦史談会） 原田伴彦（大阪市立大学）                         | 1980年3月10日  | ISBN 4582490425                 |
| 43 | 長崎県の地名                | 瀬野精一郎（早稲田大学）                                                                       | 2001年10月24日 | ISBN 4582490433                 |
| 44 | 熊本県の地名                | 松本雅明（熊本大学）                                                                           | 1985年3月25日  | ISBN 4582490441                 |
| 45 | 大分県の地名                | 中野幡能（大分県立芸術文化短期大学）                                                           | 1995年2月21日  | ISBN 458249045X                 |
| 46 | 宮崎県の地名                | 野口逸三郎（宮崎県地方史研究連絡協議会）                                                       | 1997年11月12日 | ISBN 4582490468                 |
| 47 | 鹿児島県の地名              | 芳即正（鹿児島純心女子短期大学） 五味克夫（鹿児島大学）                                        | 1998年7月2日   | ISBN 4582910548                 |
| 48 | 沖縄県の地名                | 高良倉吉（琉球大学）編集委員代表                                                               | 2002年12月10日 | ISBN 4582490484                 |
| 49 | 総索引                      |                                                                                                | 2005年1月      | ISBN 4582490492                 |
| 50 | 分類索引                    |                                                                                                | 2005年1月      | ISBN 4582490506                 |